# Quartier du Tribunal (Strasbourg)
Le quartier du Tribunal est un quartier du centre de Strasbourg situé au nord de la Grande Île. 
Il est délimité à l'ouest par le Faubourg de Pierre, au nord par la place de Haguenau et l'avenue des Vosges, à l'est par la rue du Général-de-Castelnau et au sud par le canal du Faux-Rempart.
Le quartier est bordé à l'ouest par le quartier des Halles, au nord et à l'est par le quartier du Contades et au sud par la Grande Île.
Administrativement, il s'inscrit dans l'ensemble plus vaste Gare - Tribunal.

## Histoire
Le quartier s'appelait historiquement quartier de la Finkmatt puis changea de nom pour faire référence au palais de justice construit en 1897 quai Finkmatt et appelé communément « tribunal ».
Longtemps le palais de justice accueillait à la fois le tribunal d'Instance (TI) et le tribunal de grande instance (TGI). Depuis quelques années le tribunal d'instance (TI) a déménagé dans les bâtiments construits à cet effet dans la rue du Fossé-des-Treize, ce qui lui a permis de rester dans le quartier.
Le quartier du Tribunal a été aménagé à la fin du XIXe siècle et au début du XXe siècle dans le cadre de la Neustadt excepté le Faubourg-de-Pierre qui est plus ancien (une voie romaine pavée existait déjà à son emplacement d’où son nom). C'est un quartier particulièrement homogène au niveau architectural.

## Description
Le palais de justice de Strasbourg constitue le centre du quartier. Juste à côté se dresse l'église Saint-Pierre-le-Jeune catholique. Le tribunal d'instance est situé au bout de la rue du Fossé des Treize. Le Ciarus et le centre socio-culturel du Fossé-des-Treize se trouvent rue Finkmatt. 
L'ancien garage et parking Krœly a fermé ses portes en 2011. Le grand bâtiment emblématique qu'il occupait a été transformé pour accueillir logements et activités tertiaires.
Au nord du quartier, la place de Haguenau constitue l'une des principales entrées de la ville. Elle marque la limite avec le quartier des Halles. Le secteur de la place de Haguenau a entamé une profonde phase de mutation dans les années 2010. Sur son flanc ouest, l'ancien garage Wollek a laissé place au nouveau siège de la Banque populaire Alsace-Lorraine-Champagne. Côté est, la tour de la Maison du Bâtiment est transformée en immeuble de logements comportant une résidence étudiante tandis que l'ancien immeuble de la Banque populaire qui lui faisait face a été détruit pour être remplacé par une tour de logements. Juste à côté se trouvait la clinique Adassa. Inaugurée le 20 janvier 1886, elle a fusionné avec les cliniques Sainte-Odile et Diaconat et a transféré ses activités au sein de la nouvelle clinique Rhéna dans le quartier du port du Rhin en 2017. Le bâtiment sera également reconverti en logements et bureaux. L'oratoire israélite qui s'y trouve depuis 1935, sera conservé.